# NGC 4403
NGC 4403 este o galaxie spirală situată în constelația Fecioara. A fost descoperită în 20 martie 1789 de către William Herschel. Se află la o distanță de 44,26 de megaparseci de Pământ.